# Мечеть Бени Махан
Мечеть Бени Махан (Пятничная мечеть Мерва) — остатки древнейшей мечети Мерва, а также и всей Средней Азии. Были раскопаны в центре мервского шахристана Гяур-калы, у пересечения её главных осевых улиц.
Найденная постройка состоит из двух частей: меньшей восточной, включающей в себя комнаты разных размеров и конфигураций, с круглой башней на юго-восточном углу, и западной, прямоугольной, ориентированной точно на кыблу (Мекку). Западная стена полностью разрушена, но сохранились три внутренних кирпичных столбца и остатки кирпичного пола двора, позволившие установить его длину — 22,3 метров. К сожалению, отчёт о раскопках слишком короток и не всегда ясен.
Арабы построили мечеть сразу после захвата Мерва, ещё VI веке. Халиф аль-Мамун в начале IX века восстановил эту мечеть. С этого времени мечеть называется Бану Махан и перестаёт быть пятничной: массовые пятничные богослужения, по словам аль-Истахри, были перенесены в мечеть у городских ворот, которая в X веке уже называлась Старой мечетью. Древняя мечеть и позже сохранялась как почитаемый памятник исламизации, хотя Гяур-кала — доисламский шахристан Мерва — к X веке навсегда опустела. Свидетельство этому — последняя реставрация мечети в конце XI или начале XII веков, когда Мерв стал столицей государства Сельджукидов. Едва ли древнее здание было при этом «почти заново отстроено», — оно сохранило прежнее устройство, но было в новом стиле украшено резным алебастером. При этом ближние к михрабу столбы получили круглую форму или были украшены угловыми колонками. Одна из таких колонок, найденная в 1964 году, сохранила резную надпись: почерком «куфи» на ней нанесена надпись, сообщающая, что это — «из сделанного Абу-ль Касим Мухаммедом». Окончательная гибель мечети связана, как полагают историки, с монгольским вторжением начала XIII века.